# Dolce (嘉陽愛子のアルバム)
『Dolce』（ドルチェ）は、日本の歌手、嘉陽愛子の1作目のオリジナルアルバム。2006年3月1日にavex traxから発売された。

## 解説
2003年のデビューシングル「瞳の中の迷宮」をはじめとして、2004年11月から12月の4週連続リリースシングル、そして9枚目のシングル「Hold on to love」までのシングルを収録し、曲順はリリース順の通りになっている。また、10曲目以降は1970年代から1980年代の曲のカバーであり、純粋な新曲は収録されていない。そのため、オリジナルアルバムではあるもののベスト盤に近い内容となっている。
初回限定盤は、「彼女はゴキゲンななめ」と「Hold on to love」のPV等を収録したDVDとの同梱。

## 収録曲
1. 瞳の中の迷宮 [4:14]
作詞：Kenn Kato、作曲: 渡部チェル、編曲：ats-、渡部チェル
2. 愛してね♥もっと [4:09]
作詞：C&F、作曲: FUMING、編曲：安藤高弘
3. Fantasy [5:38]
作詞・作曲：G.PASQUINI、M.GULINELLI、日本語詞：SUNNY M
4. いえないコトバ [5:32]
作詞：Kenn Kato、作曲：菊池一仁、編曲：ats-
5. ring!Ring!!RING!!!  [4:27]
作詞：Kenn Kato、作曲：島野聡、編曲：ats-
6. traveller [4:53]
作詞：SUNNY M、作曲：鈴木大輔、編曲：ats-
7. こころの惑星 〜Little planets〜 [4:42]
作詞：Kenn Kato、作曲：鈴木啓、編曲：Greenwich Fields
8. 彼女はゴキゲンななめ [3:45]
作詞：Kenn Kato、作曲：鈴木啓、編曲：Greenwich Fields
9. Hold on to love [4:34]
作詞：Kenn Kato、作曲：Greenwich Fields、編曲：Greenwich Fields
10. 緑の季節 [3:24]
作詞：安井かずみ、作曲：鈴木邦彦、編曲：安藤高弘
11. さすらいの天使 [3:47]
作詞：橋本淳、作曲：筒美京平、編曲：松井寛
12. 夕暮れはラブ・ソング [4:12]
作詞：岡本おさみ、作曲：深町純、編曲：安藤高弘）

## タイアップ
| 曲名                            | タイアップ                                                           | 備考                                                                                        |
| ------------------------------- | -------------------------------------------------------------------- | ------------------------------------------------------------------------------------------- |
| 瞳の中の迷宮                    | 独U局アニメ「ヤミと帽子と本の旅人」オープニングテーマ                | 1stシングル                                                                                 |
| 愛してね♥もっと                 | テレビ朝日系アニメ「天上天下」エンディングテーマ                     | 2ndシングル                                                                                 |
| Fantasy                         | テレビ東京系バラエティ「GAME JOCKEY」テーマソング                    | 3rdシングル                                                                                 |
| いえないコトバ                  | テレビ朝日系アニメ「サムライガン」エンディングテーマ                 | 4thシングル                                                                                 |
| ring!Ring!!RING!!!              | サンリオ「夢がキラめくクリスマス」イメージソング                     | 5thシングル                                                                                 |
| traveller                       | 日本テレビ系「音楽戦士」パワープレイ曲                               | 6thシングル                                                                                 |
| こころの惑星 〜Little planets〜 | テレビ東京系アニメ「うえきの法則」エンディングテーマ                 | 7thシングル                                                                                 |
| 彼女はゴキゲンななめ            | SKY PerfecTV!「AT-X 激夏☆HAPPY!キャンペーン」イメージソング          | 8thシングル                                                                                 |
| Hold on to love                 | オンラインゲーム『エミル・クロニクル・オンライン』メインテーマソング | 9thシングル                                                                                 |
| 緑の季節                        |                                                                      | 1972年にリリースされた山口いづみのシングルカバー                                            |
| さすらいの天使                  |                                                                      | 1972年にリリースされたいしだあゆみのシングルカバー                                          |
| 夕暮れはラブ・ソング            |                                                                      | 1980年にリリースされた桜田淳子のシングルカバー。元曲はTBS系ドラマ・木曜座「愛の教育」主題歌 |